# Henry A. Baker
Pour les articles homonymes, voir Henry Baker et Baker.
Ne pas confondre avec Henry A. Barker, peintre panoramiste écossais.

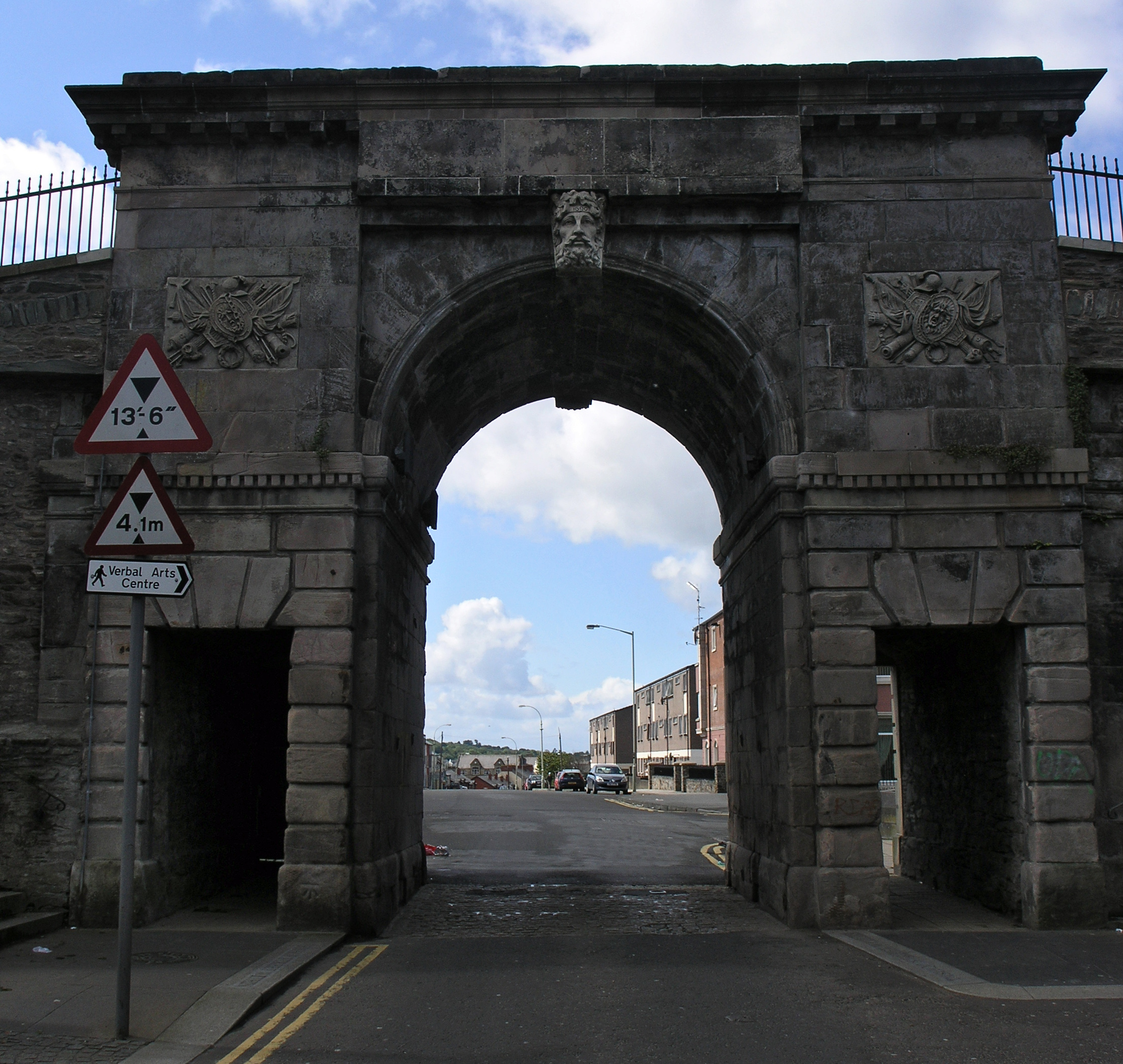
Bishops Street Gate, Derry, vers 1789.

Henry Aaron Baker, né en 1753 et mort le 7 juin 1836, est un architecte irlandais. 

## Biographie
Henry Aaron Baker, né en 1753, est un élève de James Gandon. Il est membre et pendant quelque temps secrétaire de la Royal Hibernian Academy. Nommé en 1787, professeur d'architecture à l'école de la Dublin Society, il conserve ce poste jusqu'à sa mort. En 1789, il érige l'arc de triomphe connu sous le nom de Bishop's Gate à Derry et, en 1791, la Spire of Lloyd à Kells, dans le comté de Meath. En 1802-1804, il remporte le premier prix pour un projet de transformation du parlement irlandais en une banque. La surveillance de ce travail est toutefois confiée à un autre architecte, Francis Johnston. Henry Aaron Baker meurt le 7 juin 1836. 